# Oriolus steerii
Oriolus steerii е вид птица от семейство Oriolidae.

## Разпространение
Видът е разпространен във Филипините.